# NGC 4098
NGC 4098 est une paire de galaxies spirales située dans la constellation de la Chevelure de Bérénice. NGC 4098 a été découverte par l'astronome germano-britannique William Herschel en 1785. Cette paire de galaxies a aussi été observée par ce-même William Herschel en mars 1786 et elle a été inscrite au catalogue NGC sous la cote NGC 4099.

## Caractéristiques
NGC 4098 présente une large raie HI.

### Distance
Sa vitesse par rapport au fond diffus cosmologique est de 7 615 ± 25 km/s, ce qui correspond à une distance de Hubble de 112,3 ± 7,9 Mpc (∼366 millions d'al).
À ce jour,trois mesures non basées sur le décalage vers le rouge (redshift) donnent une distance de 97,967 ± 1,790 Mpc (∼320 millions d'al) pour NGC 4098 (PGC 38365), ce qui est légèrement à l'extérieur des valeurs de la distance de Hubble. Notons cependant que c'est avec la valeur moyenne des mesures indépendantes, lorsqu'elles existent, que la base de données NASA/IPAC calcule le diamètre d'une galaxie et qu'en conséquence le diamètre de NGC 4098 pourrait être d'environ 35,9 kpc (∼117 000 al) si on utilisait la distance de Hubble pour le calculer.

## Paire de galaxies en interaction?
La plus vaste galaxie située au nord est PGC 38365 et il s'agit probablement d'une galaxie spirale. Les données de l'encadré à droite sont celles de cette galaxie. La galaxie au sud est FIRST J120603.7+203619 ou encore SDSS J120603.75+203620.0. C'est une radiogalaxie et c'est peut-être une galaxie spirale. La distance de Hubble de cette galaxie est égale à 118,54 ± 8,30 Mpc (∼387 millions d'al). Étant donné les incertitudes sur les distances de ces deux galaxies, elles pourraient fort bien être collées l'une sur l'autre en train de fusionner, mais c'est très incertain, car  l'image obtenue des données de l'étude SDSS ne montre pas de déformations marquées de l'une ou l'autre des galaxies. 

## Groupe de NGC 4066

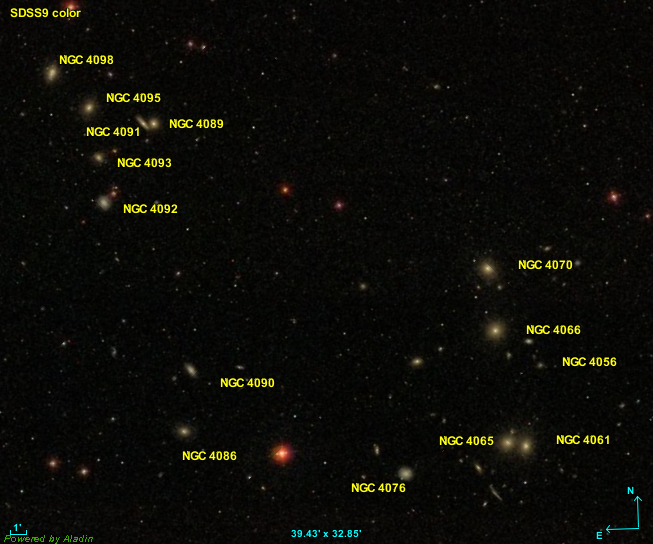
Une région densément peuplée de galaxies.

NGC 4098 fait partie du groupe de NGC 4066. Ce groupe de galaxies compte au moins quatre membres. En plus de NGC 4066, on y retrouve NGC 4061 et NGC 4070.
Comme le montre l'image obtenue des données de l'étude SDSS, cette région de la constellation de la Chevelure de Bérénice est densément peuplée de galaxies. La distance moyenne du groupe de NGC 4066 séparant les quatre galaxies de la liste de Mahtessian de la Voie lactée est de 112.2 Mpc. Plusieurs galaxies de cette région auraient pu être incluses dans la liste de Mahtessian, mais elles figurent pas ni dans le groupe de NGC 4066 ni dans un autre groupe de cet article. Ces galaxies sont NGC 4056 (113,9 Mpc), NGC 4086 (109,3 Mpc), NGC 4089 (111,3 Mpc), NGC 4090 (112,4 Mpc), NGC 4093 (109,9 Mpc) et NGC 4095 (110,2 Mpc).